# 安岐町
安岐町（あきまち）は、かつて大分県東国東郡にあった町である。
2006年3月31日に姫島村を除く東国東郡の各町と新設合併して国東市となり消滅した。ただし、旧安岐町の町域は国東市安岐町となって地名は残っている。

## 地理
大分県の北東部、国東半島の南東に位置する。
- 山：両子山、妙見山

## 歴史
- 1889年（明治22年）4月1日 - 町村制の施行により、西武蔵村・朝来村・西安岐村・南安岐村・安岐村が発足する[3]。
- 1897年（明治30年）3月16日 - 安岐村が町制施行し安岐町となる[3]。
- 1923年（大正12年）4月1日 - 西安岐村が町制施行し西安岐町となる[3]。
- 1954年（昭和29年）3月31日 - 安岐町・西武蔵村・朝来村・西安岐町・南安岐村が対等合併し、同時に奈狩江村の一部を編入。新町制による安岐町が発足する[3]。
- 2006年（平成18年）3月31日 - 国見町・国東町・武蔵町と合併し国東市となる。

## 行政
- 町長：斉藤幹

## 経済

### 産業
- 一村一品運動による特産品はミニトマト。

日本全国でも、国東半島だけで栽培されている、七島イの産地。丈夫な豊後表となる。

## 地域

### 教育

#### 高等学校
- 大分県立安岐高等学校（2003年（平成15年）3月31日に閉校）

#### 中学校
- 安岐町立安岐中学校[5]

#### 小学校
- 安岐町立朝来小学校
- 安岐町立西武蔵小学校
- 安岐町立西安岐小学校
  - 山浦分校
- 安岐町立南安岐小学校
- 安岐町立安岐小学校[6]

## 交通

### 空港
- 大分空港 - 当町と武蔵町との境界に位置する[2]。

### 鉄道
- 鉄道駅はなし[注 1]。

### 道路

#### 高速道路
- 大分空港道路
  - 安岐インターチェンジ

#### 一般国道
- 国道213号

#### 主要地方道
- 大分県道29号豊後高田国東線
- 大分県道34号豊後高田安岐線
- 大分県道55号両子山武蔵線

### 航路
- 大分ホーバーフェリー空港乗り場

## 名所・旧跡・観光スポット・祭事・催事
- 安岐城址[7]
- 三浦梅園資料館[8]

## 出身の著名人
- 三浦梅園 - 江戸時代の思想家
- 田原淳 - 病理学者、心臓の電気的刺激伝導系の発見者
- 尾畠春夫 - ボランティア活動家
- 北沢幹之 - プロレスラー、レフリー。リングネーム魁勝司